# Häikiösaari
Häikiösaari är en ö i Finland. Den ligger i sjön Suuri Tiemasjärvi och Pieni Tiemasjärvi och i kommunen Rantasalmi i den ekonomiska regionen  Nyslotts ekonomiska region  och landskapet Södra Savolax, i den sydöstra delen av landet, 280 km nordost om huvudstaden Helsingfors. Öns area är 1,3 hektar och dess största längd är 220 meter i sydöst-nordvästlig riktning.